# 宇都宮冬綱
宇都宮 冬綱（うつのみや ふゆつな）は、南北朝時代の武将。城井氏7代当主。

## 生涯
下野宇都宮氏の宇都宮貞綱の子で、豊前宇都宮氏の宇都宮頼房の養子となったとされる。
『尊卑分脉』によれば初めは高房（たかふさ）と名乗ったとされており、北条高時の偏諱を賜ったものとみられる。
はじめ足利尊氏に従い北朝方として戦い、観応3年/正平7年（1352年）には、筑後・豊前・下野2郡の守護となるが、文和4年/正平10年（1355年）、少弐氏を中心とする南朝方が豊前にまで侵攻すると一旦南朝に降伏した。南朝に同調している間に、父・尊氏と対立して同じく南朝に同調していた足利直冬より偏諱を受けて冬綱に改名したものと思われる。
しかし、その後少弐頼尚・直資の父子が大友氏時と結んで北朝に与すると冬綱も応じて北朝方に帰参し、延文4年/正平14年（1359年）、懐良親王を奉じた菊池武光と筑後川畔の大保原で激突。冬綱の勢は親王の身辺にまで迫り奮戦したが、北朝方は敗れ豊前に退いた（筑後川の戦い）。
この結果城井氏は急速に衰退し、戦国時代には周防長門の大内氏の幕下に属して、その命脈をわずかに保つまでに凋落した。
冬綱の死後、家督は甥・家綱が継承した後、孫（実子・重綱の子）の直綱が継いだ。